# Amerikanischer Amberbaum

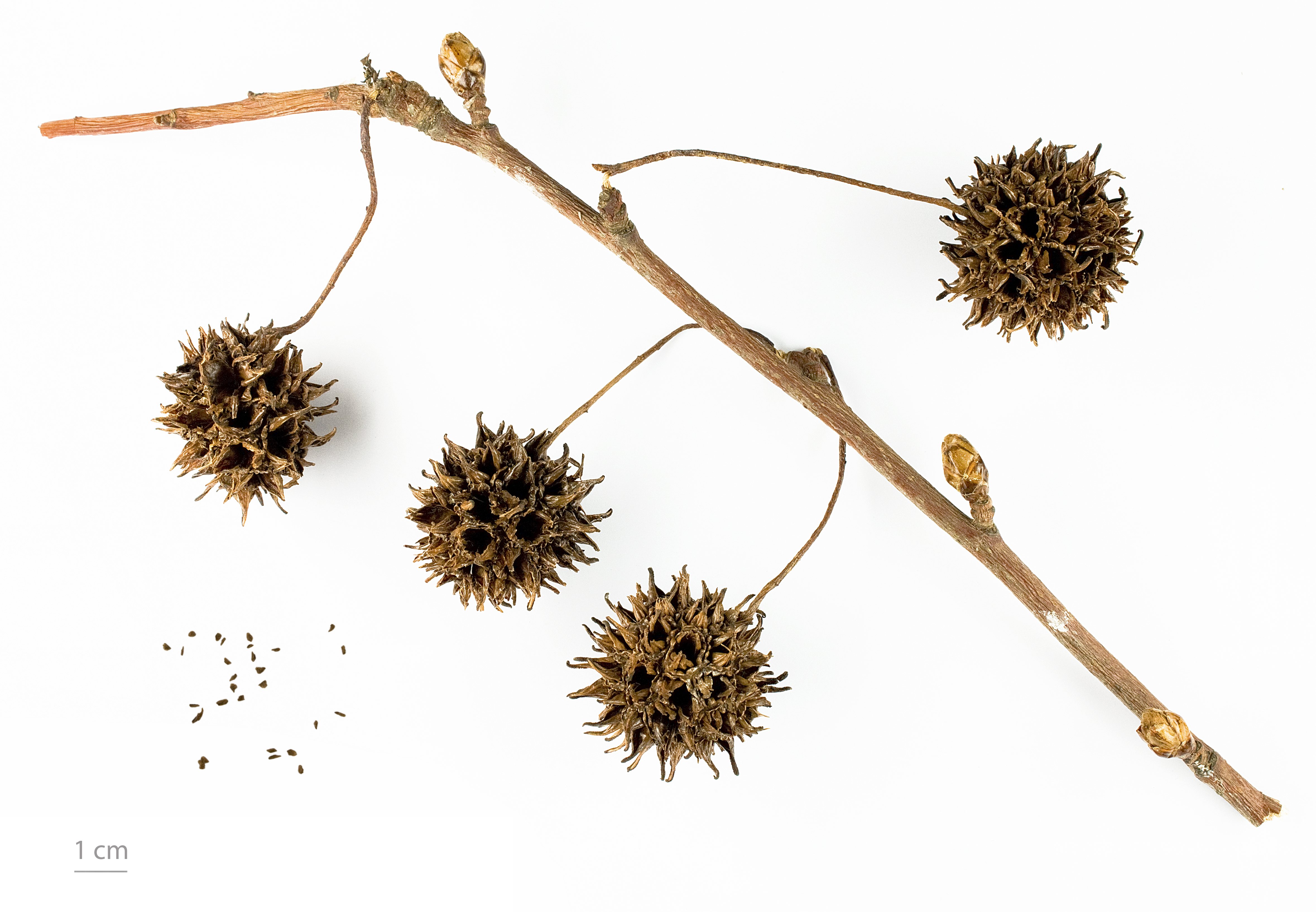
Liquidambar styraciflua Fruchtverbände

Der Amerikanische Amberbaum (Liquidambar styraciflua), auch Seesternbaum genannt, ist eine Laubbaumart aus der Gattung der Amberbäume (Liquidambar); diese wird in der kleinen Familie der Altingiaceae innerhalb der Ordnung der Steinbrechartigen (Saxifragales) eingeordnet. Oft wird die Gattung Liquidambar weniger differenziert zur Familie Hamamelidaceae (Zaubernussgewächse) gerechnet.

## Verbreitung
Der Amerikanische Amberbaum kommt in Nordamerika häufig in Auwäldern vor. Der Lebensraum des Amerikanischen Amberbaums erstreckt sich von New York bis Nicaragua. Dort wird der Amberbaum auch stark forstwirtschaftlich genutzt. Er besiedelt häufig Auenböden mit periodischen Überschwemmungen und tonigen Böden, kommt aber auch problemlos mit steinigen und kargen Böden zurecht. So besiedelt er sogar mexikanische Höhenlagen mit geröllartigen und trockenen Böden. Neben seinem Vorkommen in Wäldern wird er als Straßenbaum, Alleebaum und Parkbaum genutzt.
Der Seesternbaum wird in Europa seit 1688 als Zierbaum angepflanzt. Es gibt einige Kulturformen. Aufgrund seiner Resistenz gegenüber Wärme, Trockenheit, Überschwemmungen und Abgasen wird er zunehmend im innerstädtischen Bereich gepflanzt, da er dem Klimawandel vielfach besser widersteht als einheimische Baumarten.

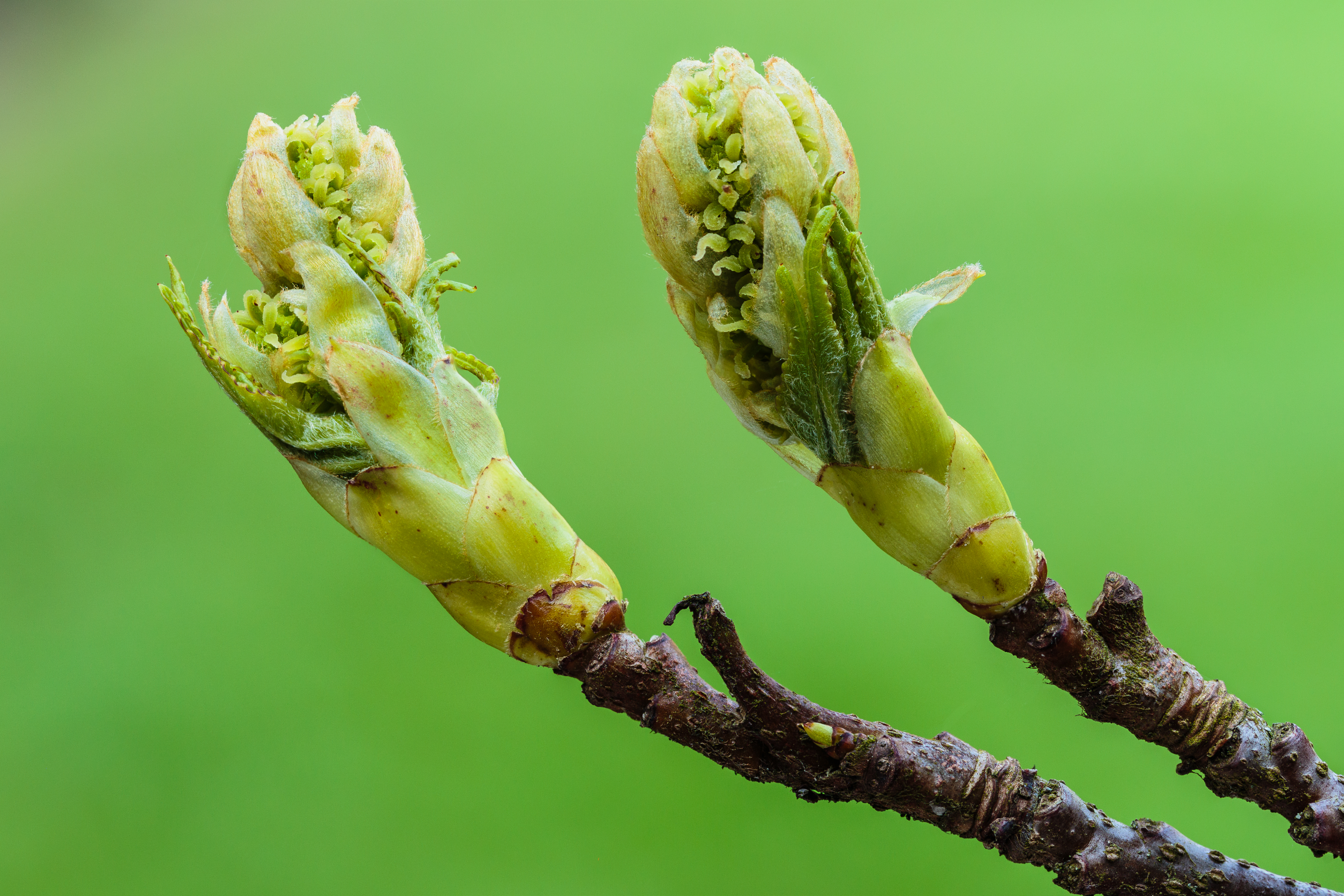
Sich entwickelnde Blätter und Blütenknospen eines Amberbaums (Liquidambar styraciflua).

## Beschreibung
Der Amerikanische Amberbaum ist ein sommergrüner Baum, der Wuchshöhen von bis über 45 Meter (in Mitteleuropa 10 bis 25 Meter) erreicht und einen kegelförmigen bis zylindrischen Wuchs besitzt. Der Stammdurchmesser erreicht über 1,5 Meter. Die Borke ist zunächst rotbraun und leicht rissig bis schuppig, später graubraun und mehr oder weniger furchig; am älteren Holz bilden sich Korkleisten. Die Zweige und Äste an jüngeren Pflanzen bilden manchmal korkige und flügelige Auswüchse aus.
Das einfache Laub ist ahornähnlich, handförmig gespalten und fünf- bis siebenlappig, etwa 10 bis 20 Zentimeter lang und nahezu ebenso breit. Die Blattlappen besitzen manchmal größere Zähne oder kleinere Lappen. Die meist kahlen Blätter sind am Rand gesägt und langstielig. Wenn man die Blätter zerreibt, verströmen sie einen angenehmen süßlichen Duft. Bekannt ist der Amerikanische Amberbaum für seine farbenprächtige, erst gelbe und dann orange bis rote Herbstfärbung. Die Nebenblätter sind abfallend.
Liquidambar styraciflua ist einhäusig gemischtgeschlechtlich monözisch. Die Blüten sind also eingeschlechtlich und auch ohne Blütenhülle. Sie stehen jeweils in eingeschlechtlichen Blütenständen zusammen. Die grünlichen männlichen Blüten, mit einem oder mehreren behaarten Deckblättern und einigen, kugelig angeordneten Staubblättern, stehen in aufrechten traubig-ährigen Blütenständen und fallen nach der Anthese ab. Die gelb-grünen weiblichen Blüten, mit oft einigen Staminodien, stehen in gestielten Köpfchen mit kleinen, abfallenden Hochblättern. Der zweikammerige Fruchtknoten ist halbunterständig mit ein oder meist zwei Griffeln mit langen Narben. Um den oberen, freien Teil des Fruchtknotens herum sind minimale, kahle, höckrige und fleischige Strukturen (Phyllome, Papillae) ausgebildet. Das Mannbarkeitsalter beträgt 20–30 Jahre.
Die kugeligen, verholzten und stacheligen Kapselfruchtverbände sind mit den holzigen Griffeln 2,5–4 Zentimeter groß. Sie hängen an langen Stielen herab und die einzelnen, mehrsamigen Kapseln öffnen sich zweiklappig. Die flachen, mit Flügel 8–10 Millimeter langen Samen sind einseitig geflügelt, wobei auch ungeflügelte und unfruchtbare Samen enthalten sind. Die leeren Fruchtverbände bleiben meist noch lange am Baum hängen.
Der Amerikanische Amberbaum hat die Chromosomenzahl 2n = 32.

## Nutzung

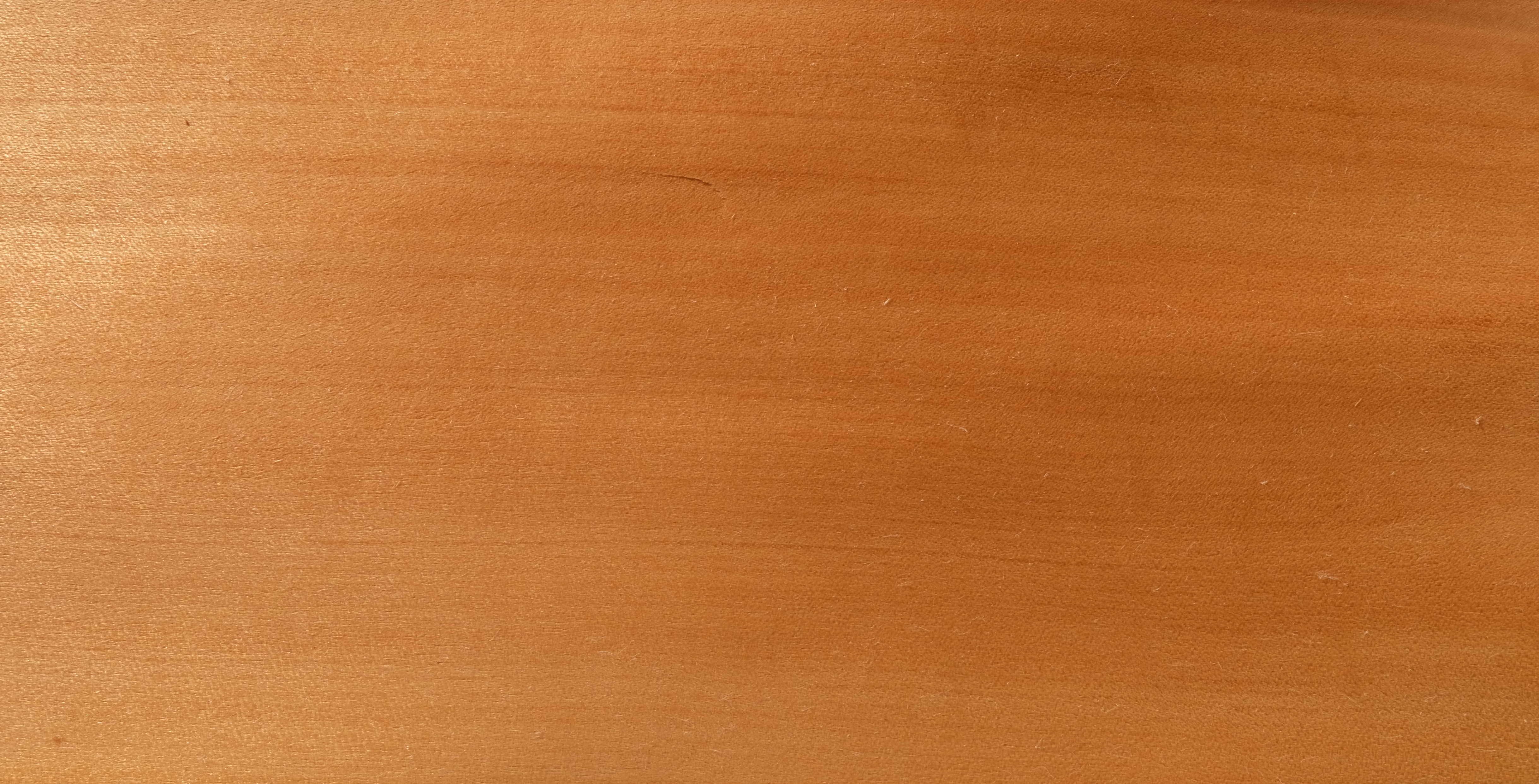
Furnier des Amerikanischen Amberbaums

Bei Verwundung tritt am Baum ein Harz aus (Styrax), das früher in den USA zur Kaugummiherstellung genutzt wurde – daher stammt die gängige Bezeichnung „American Sweetgum“. Es wird auch zur Parfümierung von Seifen und Kosmetika, Tabak und Parfums und zur Herstellung von Klebstoffen verwendet.
Das Satinholz des Amberbaums erinnert an Walnussholz und zeichnet sich durch einen anhaltenden würzigen Duft aus. Es wird von Kunsttischlern geschätzt. Die Zweige des Baumes sind gesuchte Wünschelruten.
Es wird ferner im Möbel- und Innenausbau als Massivholz oder Furnier, als Konstruktionsholz sowie für Transportverpackungen und Paletten genutzt. Die Darrdichte (Rohdichte, getrocknet) liegt bei 560 kg/m³, somit zählt das Holz zu den Harthölzern. Das Kernholz lässt sich leicht bearbeiten und kleben; es trocknet recht schnell.

## Zuchtformen
Es wurde eine Vielzahl von Cultivaren gezüchtet; diese haben meist unterschiedliche Blattformen und -farben. Hier eine Auswahl:
| - Andrew Henson - Aurea: Dies ist vermutlich nur ein Verkaufsname für die Sorte Variegata. - Aurora - Burgundy - Ellen - Festival - Frosty - Golden Sun - Golden Treasure - Goldmember - Gum Ball - Happy Daze - Jennifer Carol - Kia - Kirsten - Lane Roberts - Manon | - Moonbeam - Moraine - Naree - Ocanee - Paarl - Palo Alto - Parasol - Pendula - Penwood - Rotundiloba - Silver King: mit weiß-grün panaschierten Blättern - Simone - Slender Silhouette - Stared - Thea - Variegata - Worplesdon |

## Bilder

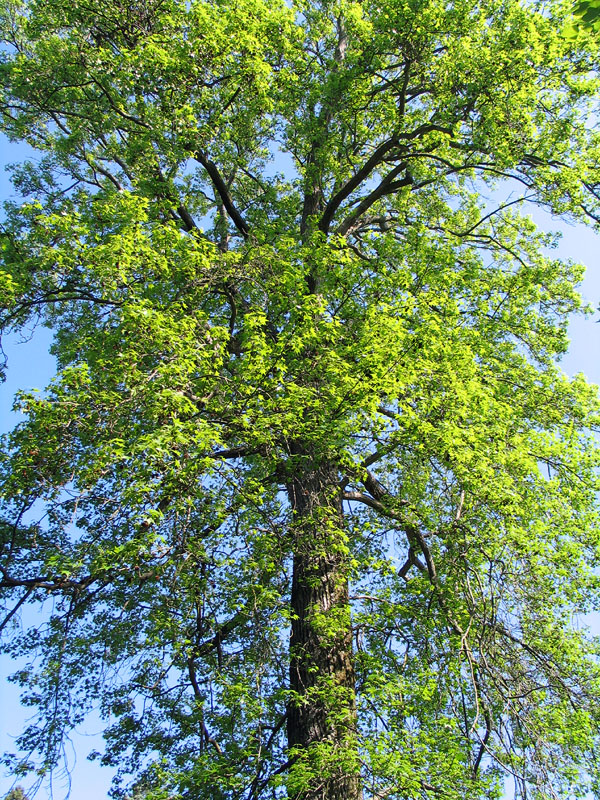
Stamm und Blätter im Sommer
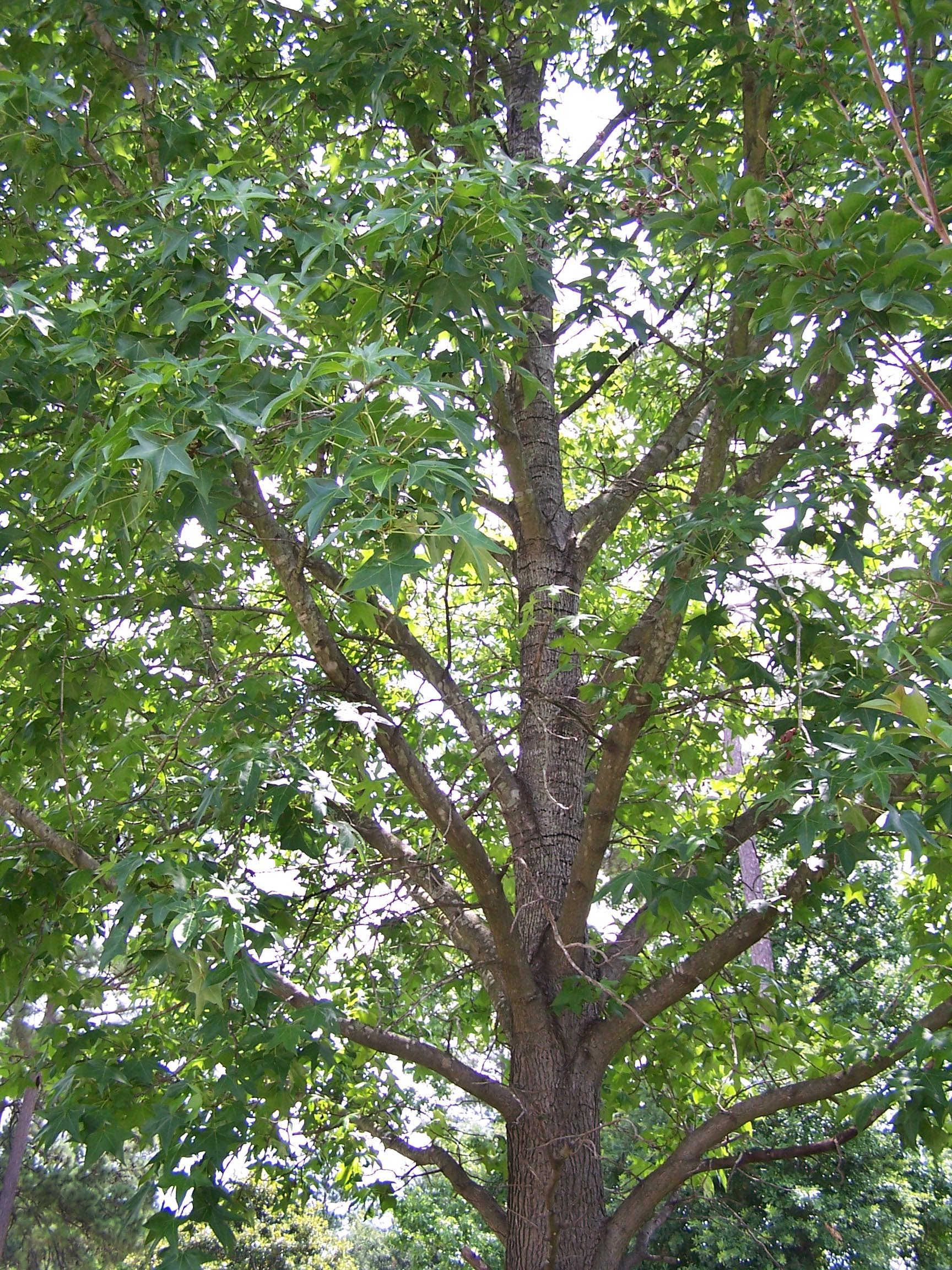
Stamm und Blätter im Sommer
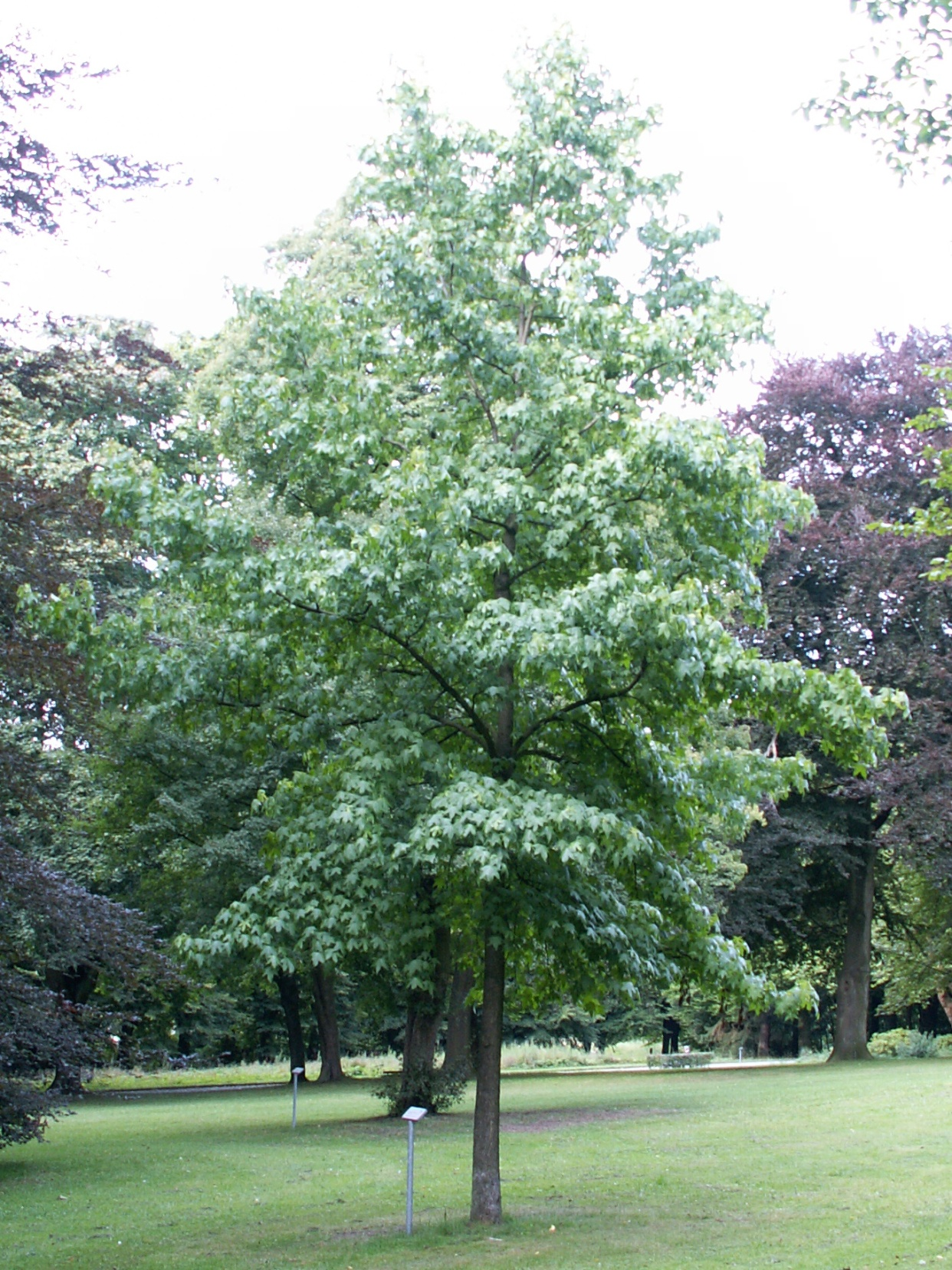
Amberbaum im August
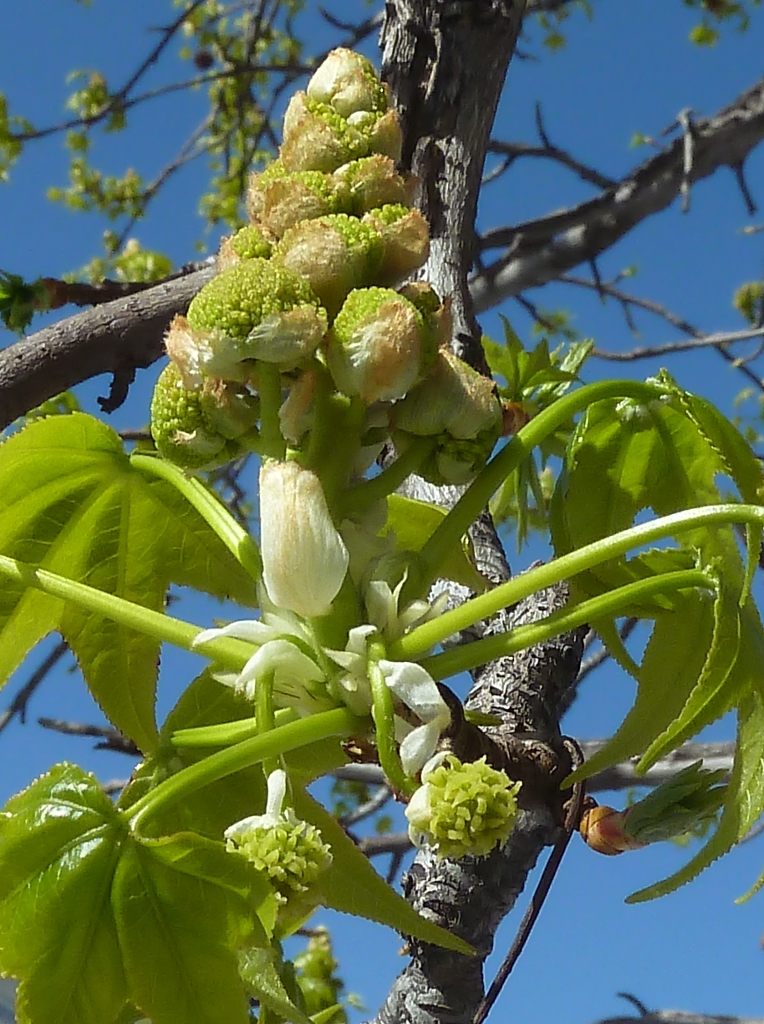
Oben männliche und unten weibliche Blütenstände
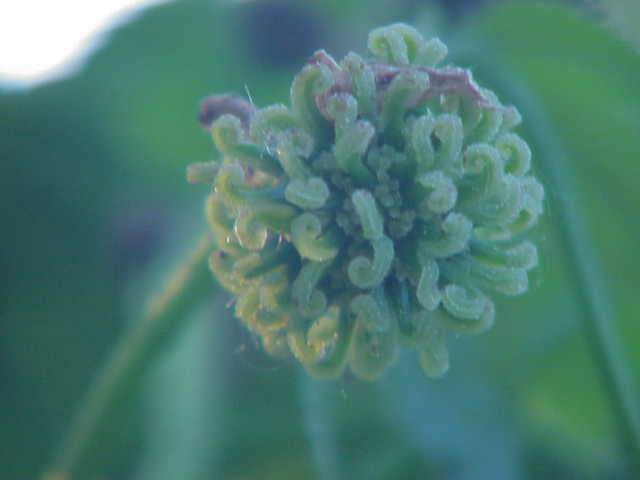
Weiblicher Blütenstand
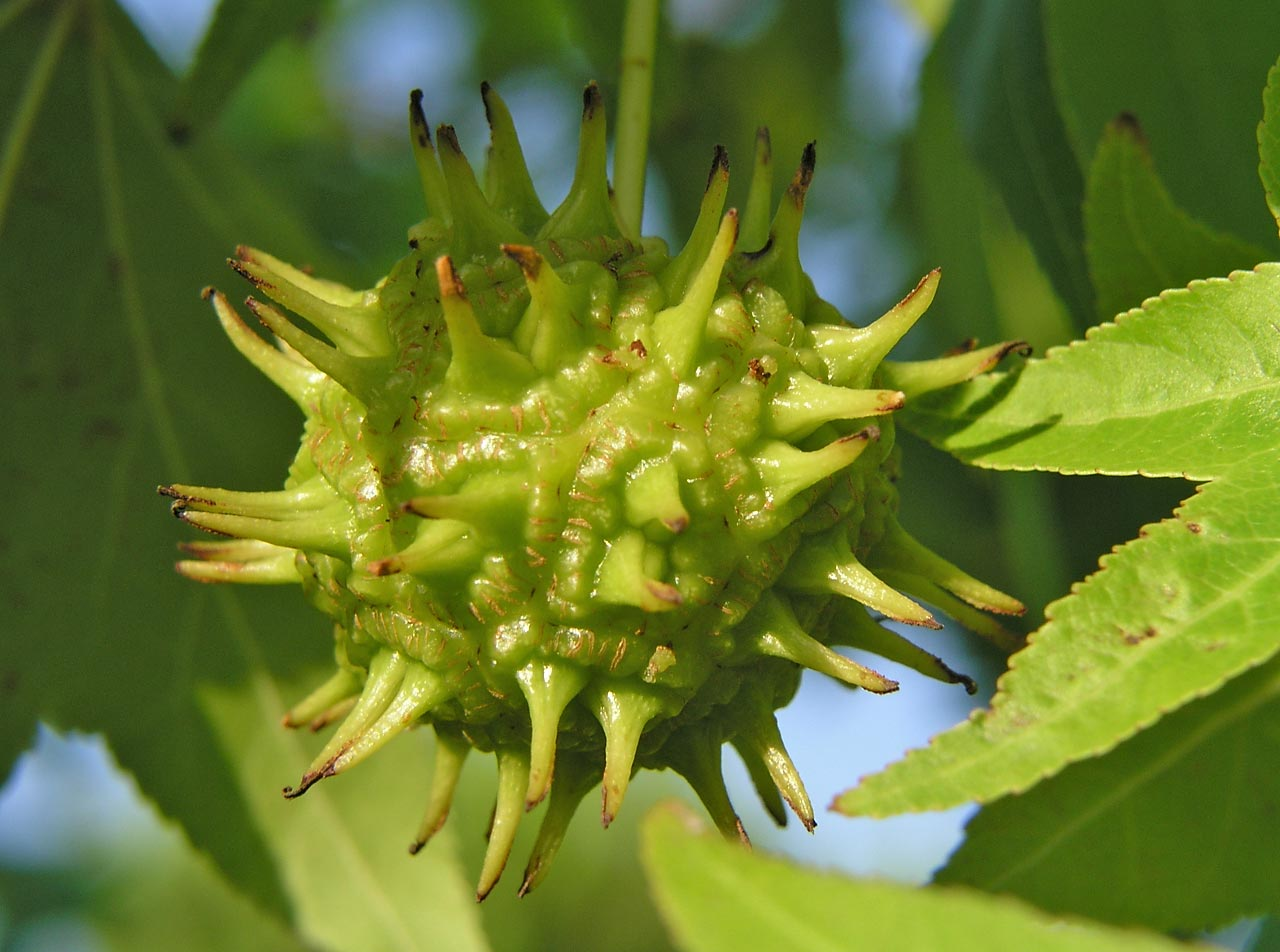
Unreifer Fruchtverband
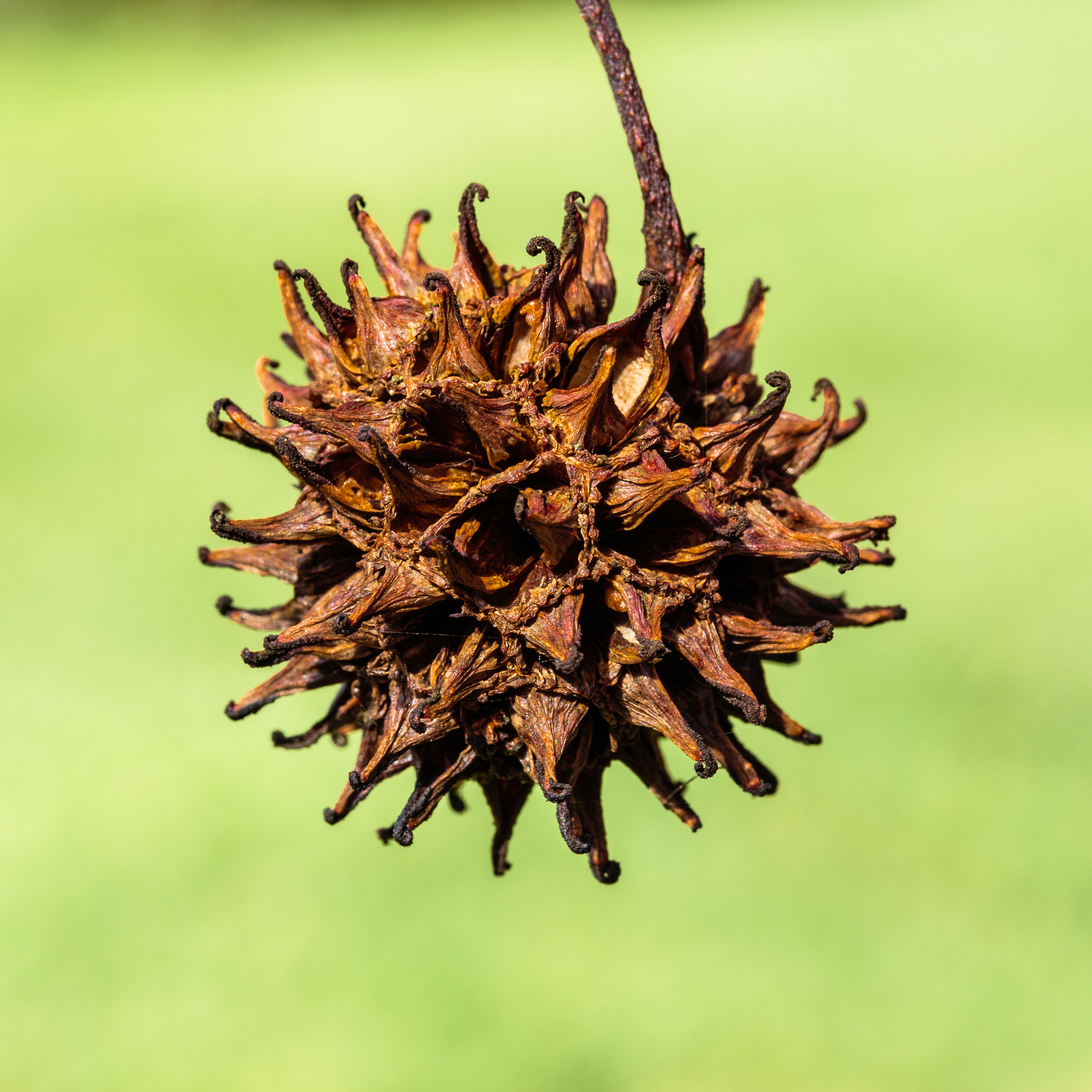
Reifer Fruchtverband
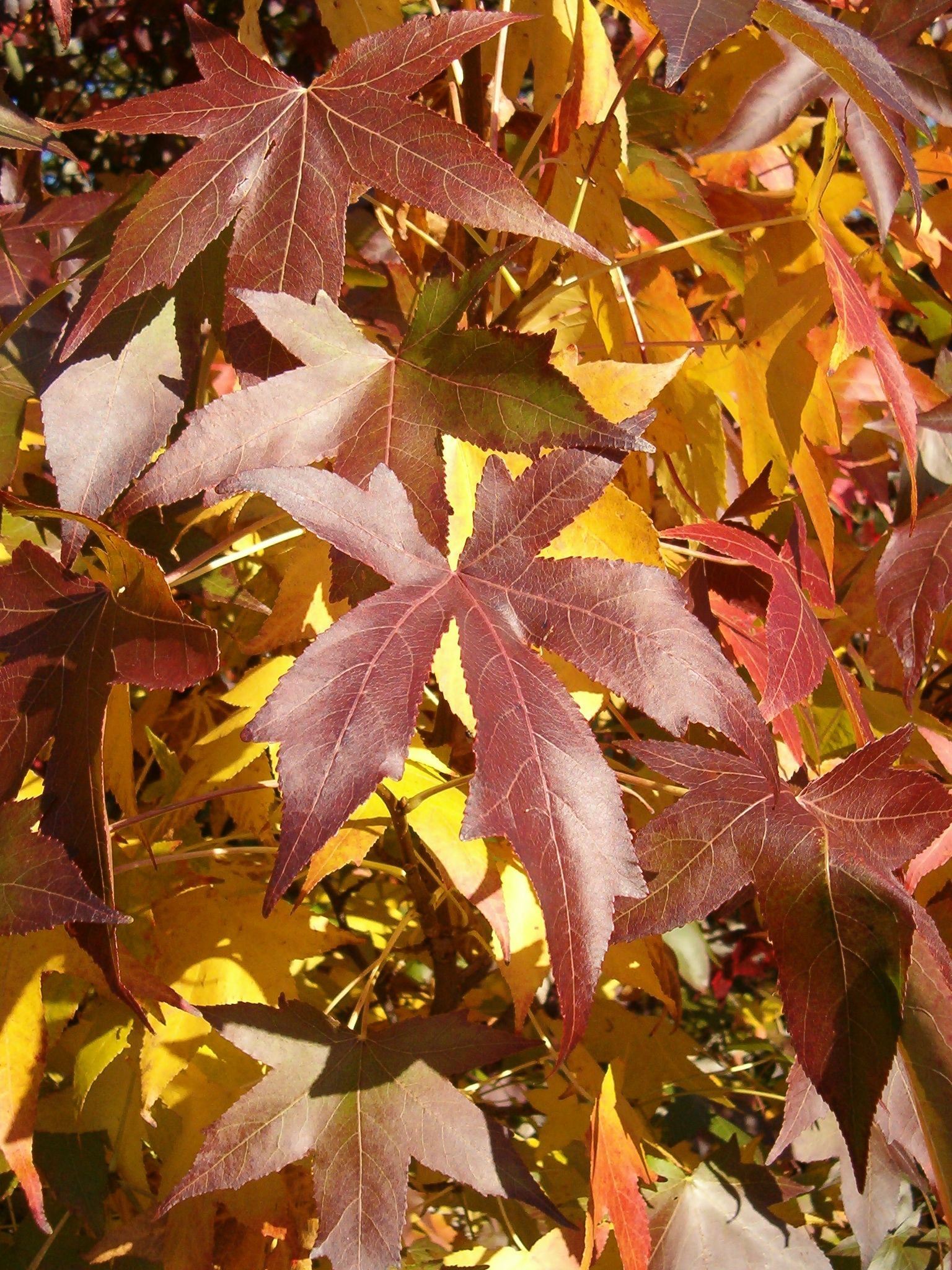
Laubfärbung im Herbst, Kulturform
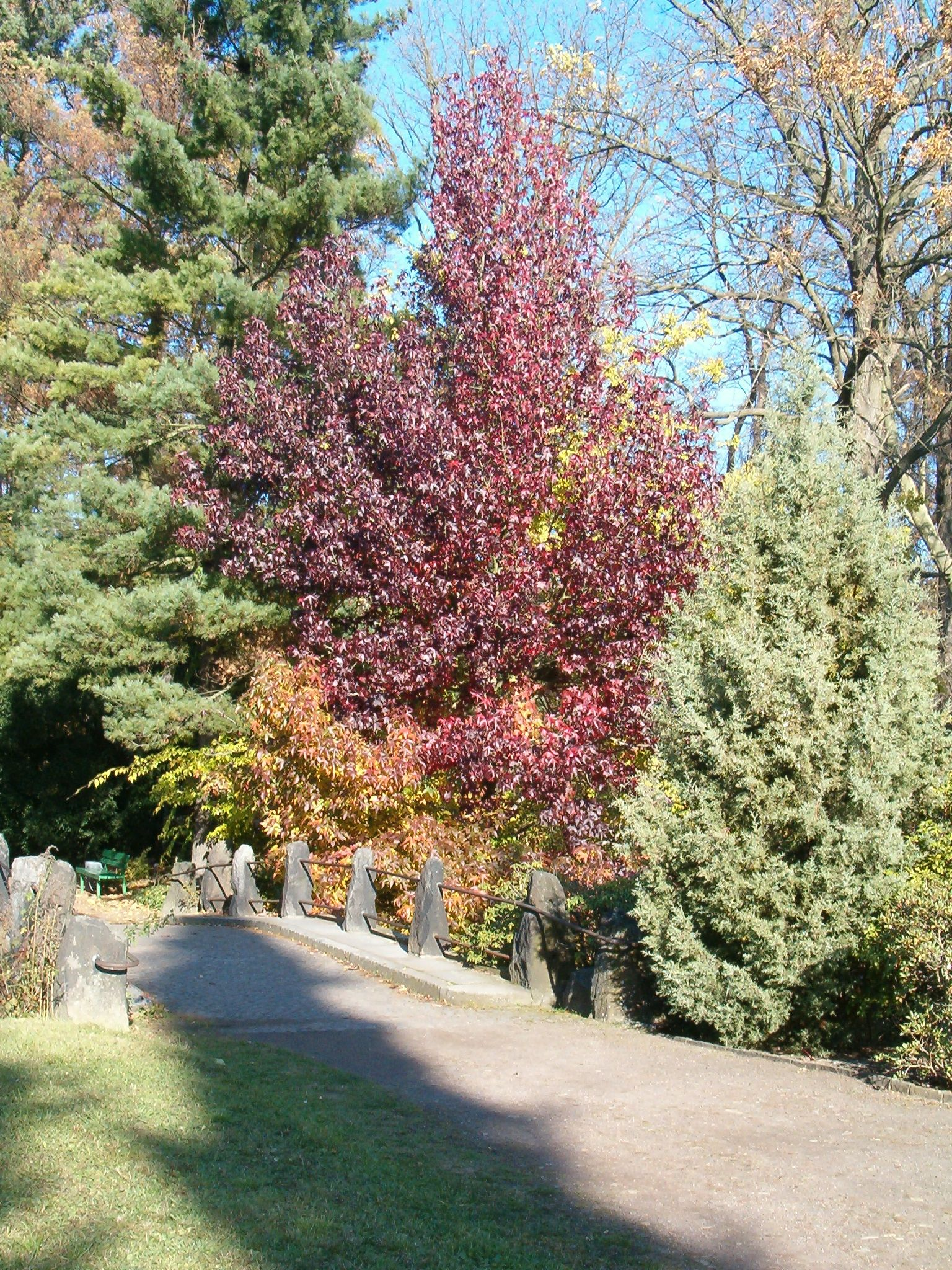
Im Herbst fällt Liquidambar styraciflua sofort unter anderen Bäumen durch seine leuchtenden Laubfarben auf, hier im Botanischen Garten Berlin.
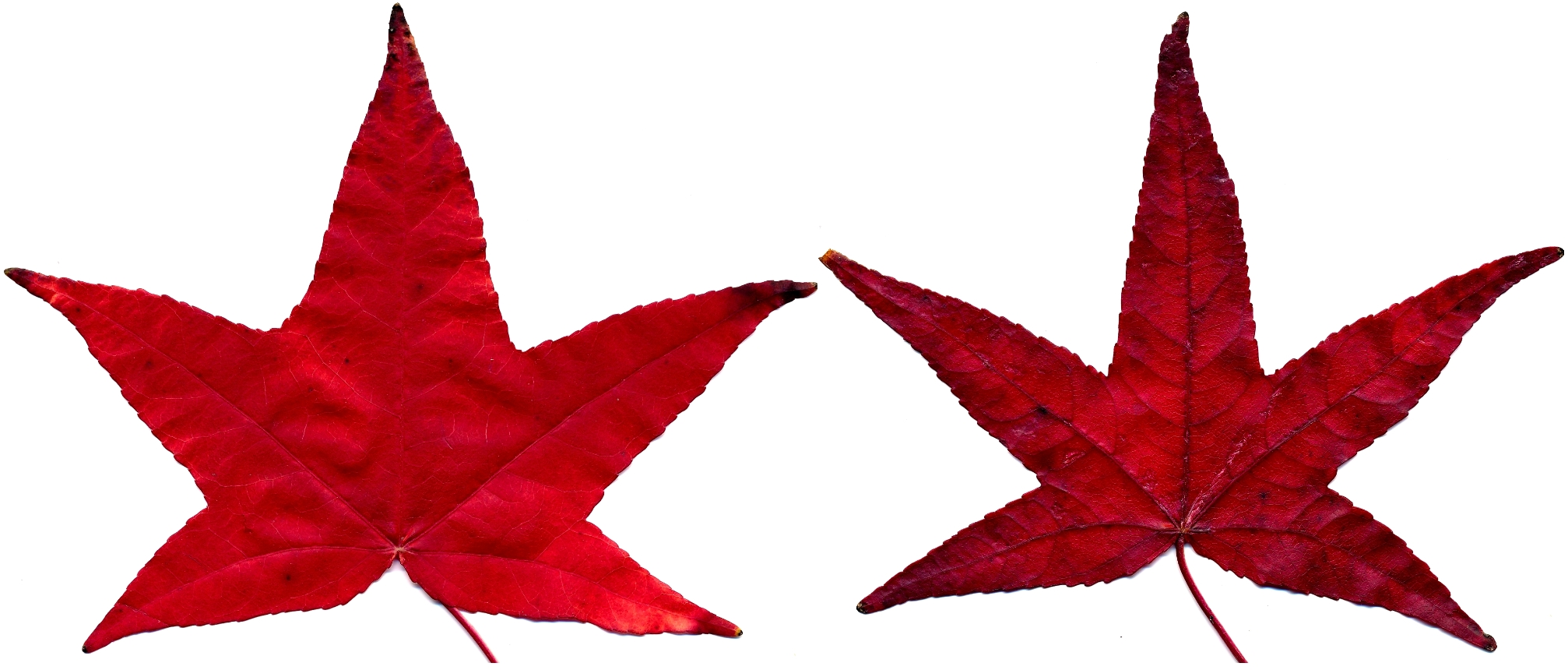
Blattformen des Amerikanischen Amberbaums (Herbstfärbung)
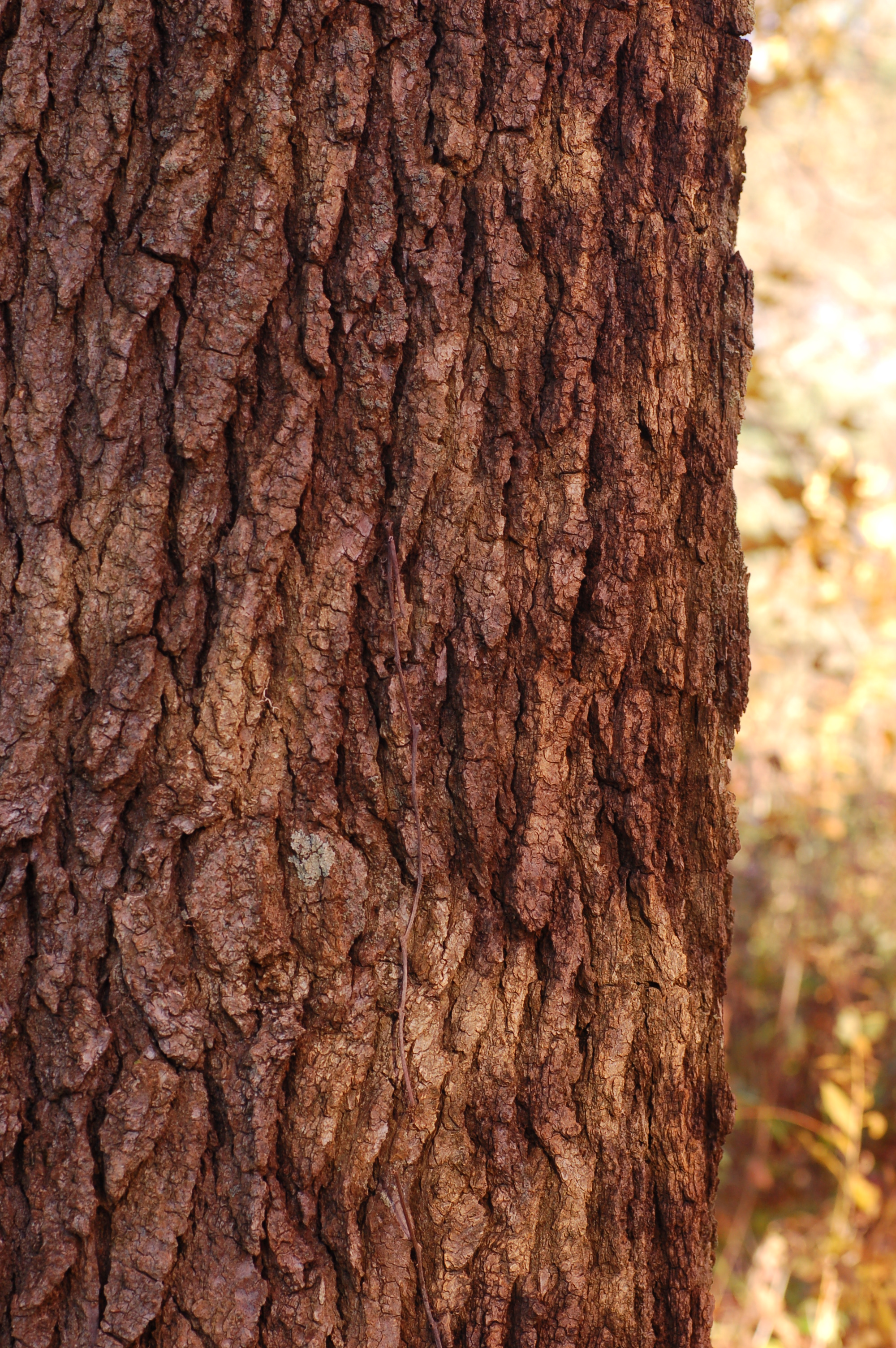
Borke
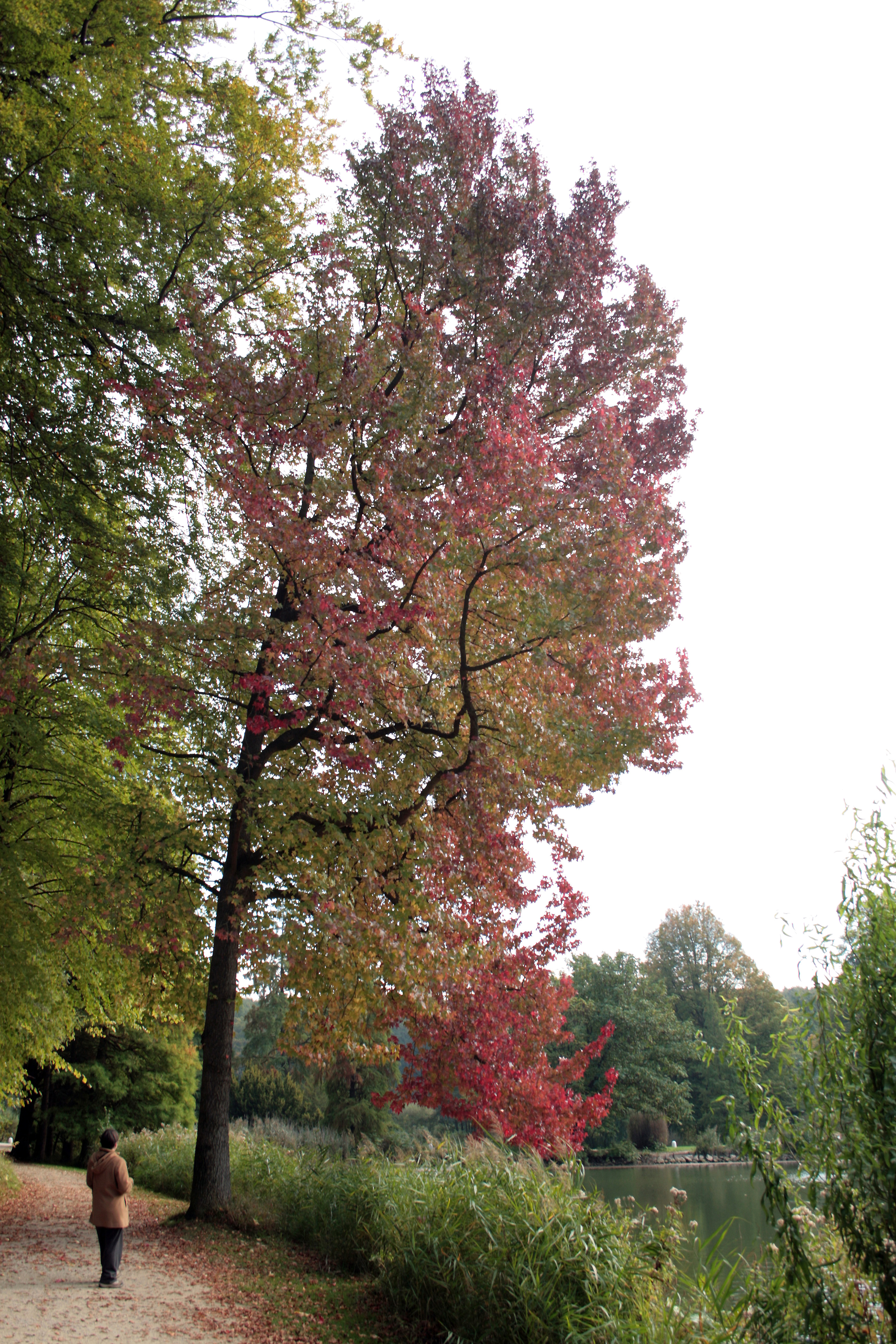
Domaine Solvay – La Hulpe (Belgien)
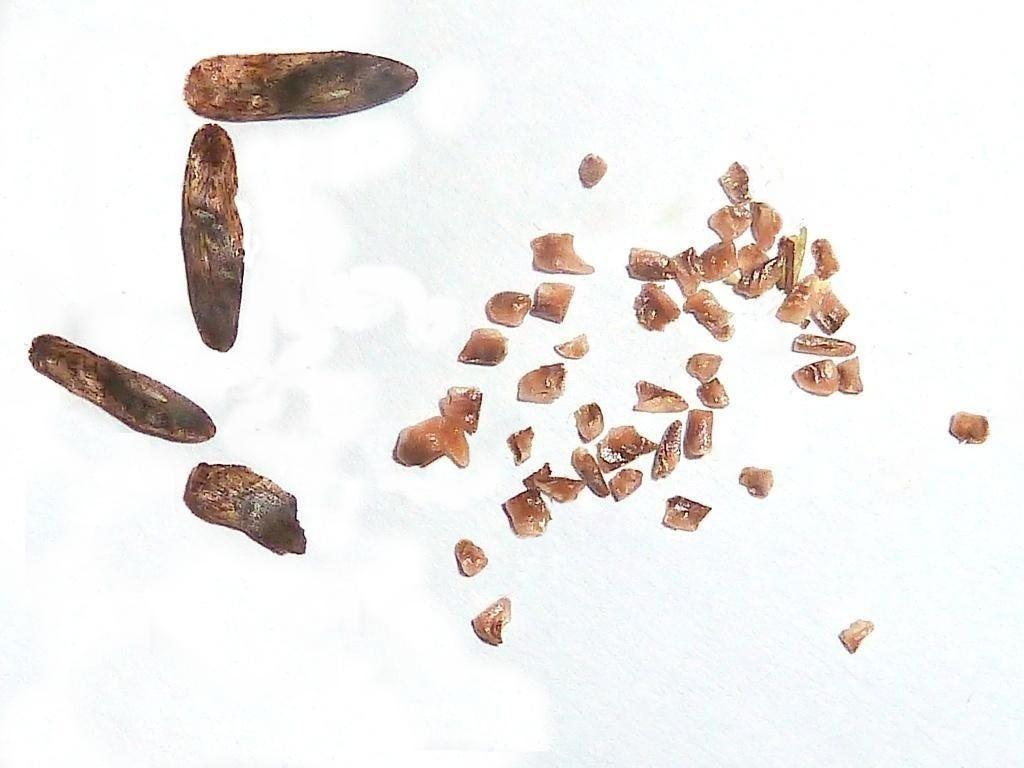
Geflügelte, fruchtbare Samen und unfruchtbare, ungeflügelte Samen